# Blodhund
En blodhund er oprindeligt en hunderace fra Belgien. På trods af navnet er den absolut ikke aggressiv. Navnet har den fået på grund af sit ædle blod: den er en ægte racehund uden islæt af andre racer. Blodhunden er en støver.
Blodhunden har ifølge FCI Belgien som oprindelsesland, og standarden er belgisk. I Belgien hedder den Sankt Hubertushund. Dansk Kennel Klub har samme beskrivelse. England og USA har egne standarder for racen med minimale afvigelser.

## Historie
Blodhunden er ifølge sagnet opstået, da adelsmanden François Hubert efter sin unge kones død gik i kloster, hvor han viede sit liv til avl af hunde. François blev ophøjet til helgen, Sankt Hubertus, og er i særdeleshed kendt som jagtens skytshelgen, der fejres den 3. november med Hubertusjagt.
Nogen litteratur fortæller, at blodhunden har samme stamfader som mastifferne. Men som følge af bevidst arbejde i franske klostre med at avle brugsegenskaber til jagt opstod der flere lokale varianter af drivende jagthunde. Sankt Hubertushunden var en af dem.
Racen som vi kender den i dag må dog tilskrives England, som har udviklet hunden til den temmelig ekstreme, men hensigtsmæssige type den er.

## Udseende
Blodhunden er en majestætisk udseende hund, med meget løst skind. Den er tung og massiv, med langsomme og værdige bevægelser. Hovedet er det mest karakteristiske ved racen: det er velformet, stort i alle dimensioner undtagen bredden, og det tilkendegiver storhed og værdighed med sine karakteristiske folder, hængende læber, lange ører og sigende øjne.
Hunden har en forholdsvis dyb, bred og lang brystkasse, en solid og bred ryg og en hale, der skal bæres i en elegant kurve højere end ryglinien.
Den har kraftige ben med velformede fødder (som løvepoter), er velvinklet og skal have et godt forbryst.
Der finde flere farvevarianter bl.a. black and tan (rød og leverbrun). Standarderne er lidt forskellige med beskrivelsen af farverne, men det forhindrer ikke samarbejdet på tværs af de forskellige sammenslutninger.
Skulderhøjden for hanner er ca. 67 cm og for tæver ca. 60 cm, og en velvoksen han kan nemt nå 50 kg..
Størrelsen varierer meget, og mange blodhunde er større end standarden, men stadig velproportionerede.

## Temperament
Blodhunden har et roligt temperament. Den er vagtsom uden at være en vagthund, men den ved godt, hvad der tilhører den og dens familie. Den fremtræder stolt og stædig, og får den lov, sætter den sine helt egne regler for, hvad den må og ikke må.
Blodhunden er en børnevenlig, kærlig og loyal hund, som trives bedst ved at blive optaget i familien på lige fod med de tobenede familiemedlemmer.
Den har en blød psyke og tåler ikke hård opdragelse. Opdragelse skal være noget positivt.
Stædighed og venlighed er blandt andet det, der gør den til en fremragende eftersøgningshund.

## Anvendelse
Blodhunden er en støver. I England har de været anvendt til bl.a. hjortejagt, hvor de arbejdede i "pack" (et kobbel, en samling hunde). Der findes fortsat blodhundekobler i England (se Horse & Hound), der udnytter dens jagtegenskaber.
Det blodhunden er mest kendt for er eftersøgning af mennesker. Hunden anvendes ikke af det danske politi, men i bl.a. USA er det en selvfølgelige at anvende denne fantastiske firbenede næse til sporarbejde. Blodhunden kan i modsætning til andre tjenestehunde ikke anvendes til andet end sporing, da den med sit blide temperament absolut ikke er en angrebshund.
I Danmark foregår sporingsaktiviteterne i Dansk Blodhunde Klubs(DBK) regi.
DBK's regioner arrangerer sporingskonkurencer forskellige steder i landet, hvor der konkurreres i forskellige klasser fra "kravlegård" til "professionel", sporenes alder og længde varierer fra ½ time gammelt og 500 meter til 24 timer gammelt og ca. 3 km langt. Regionssporingerne afvikles på en måde, så alle kan deltage, og enhver blodhund bør deltage for at få tilfredsstillet sine sanser.
Der spores efter mennesker (kaldet løber), og det foregår, ved at løber efterlader sig en genstand på startstedet, herefter følger løber en rute angivet af sporets dommer. Når sporet har den alder, der svarer til hundens sporingsklasse, får hunden lov at snuse til genstanden og ved hjælp af færten, skal hunden finde løberen, som typisk vil få en overordentlig kærlig markering.
Under sporingen bærer hunden en speciel sporsele, hvori føreren har sat sin ca. 10 m lange sporline. I Danmark sporer hundene altid i line.
At spore er et medfødt talent, men skal hunden præstere optimalt, skal der trænes.
Ud over ovennævnte spor afvikles der Sporprøver, Brugshundeprøve og Certifikatspor.
Sporprøven skal bestås, før hunden kan blive Dansk Udstillingschampion.
Brugsprøven giver adgang til udstillingers brugshundeklasse.
Certifikatsporinger er konkurrencer om certifikater til titlen Dansk Sporingschampion.
Sporinger er ikke kun for konkurrencens skyld, men er ligeså meget for at hunden kan få lov til at bruge alle sine sanser.

## Dansk Blodhunde Klub
Dansk Blodhunde Klub er en specialklub under Dansk Kennel Klub. Ud over at arrangere sporinger, afholder DBK også udstillinger, udgiver medlemsblad og varetager racens tarv i Danmark.
Næsten alle blodhundeejere i Danmark er medlemmer af klubben, og langt de fleste er aktive speciel mht. til sporinger.
Ud over samværet med andre hunde og deres ejere er det stedet, hvor de deler deres oplevelser med ligestillede.
Regionalsporingerne er stedet, hvor vi alle overøser hinanden med gode råd og samtidig får lov at opleve hundene, når de trives allerbedst: med næsen i jorden.
Der er ca. 60-70 blodhunde i Danmark.